# Svarttjärnen (Lysviks socken, Värmland)
Svarttjärnen är en sjö i Sunne kommun i Värmland och ingår i Göta älvs huvudavrinningsområde. Sjön har en area på 0,105 kvadratkilometer och ligger 303,9 meter över havet. Sjön avvattnas av vattendraget Sågbäcken.

## Delavrinningsområde
Svarttjärnen ingår i det delavrinningsområde (666013-134398) som SMHI kallar för Mynnar i Stöpälven. Medelhöjden är 294 meter över havet och ytan är 7,46 kvadratkilometer. Det finns inga avrinningsområden uppströms utan avrinningsområdet är högsta punkten. Sågbäcken som avvattnar avrinningsområdet har biflödesordning 4, vilket innebär att vattnet flödar genom totalt 4 vattendrag innan det når havet efter 345 kilometer. Avrinningsområdet består mestadels av skog (78 procent) och sankmarker (16 procent). Avrinningsområdet har 0,22 kvadratkilometer vattenytor vilket ger det en sjöprocent på 2,9 procent.